# NBA All-Star Game
L'NBA All-Star Game è uno degli eventi più importanti della stagione NBA.
Si tratta di un weekend di gare spettacolari, come la gara delle schiacciate o quella di tiro da tre punti, che culminano la domenica sera con una sfida tra due squadre, composte rispettivamente da una selezione dei migliori giocatori della Eastern Conference e quelli della Western Conference.
Il primo All-Star Game si tenne a Boston il 2 marzo 1951, cambiando poi sede ogni anno.

## Modalità
La selezione avviene secondo due modalità.
I quintetti base, ovvero i giocatori che inizieranno la partita, vengono scelti mediante il voto dei tifosi, che avviene sul sito della NBA per tutta la prima parte della stagione regolare (da ottobre a fine gennaio). Si tiene conto anche del ruolo, quindi i tifosi sono chiamati a scegliere due guardie, due ali e un centro per ognuna delle due squadre. Ne consegue che se, ad esempio, una guardia avesse ricevuto più voti di un centro, ma risulta essere meno votata delle due guardie che hanno avuto più preferenze, a essere selezionato è il centro ai fini della formazione della squadra. Questo meccanismo non evita però che in un quintetto base vi possano essere due guardie o due ali dello stesso tipo, per cui un team si può ritrovare senza playmaker o con due ali grandi.
Per ovviare all'evolversi del gioco, sempre più povero di centri puri, e per risolvere alcuni equivoci nella compilazione delle liste (l'esempio più citato è quello di Tim Duncan: ala o centro?) a partire dall'edizione 2013 si è deciso di eliminare dalle liste il ruolo di centro e di dividere i giocatori in due sole categorie: frontcourt players (ossia interni: ali grandi, piccole e centri) e backcourt players (ossia esterni: guardie e playmakers).
Le riserve, invece, vengono selezionate dagli allenatori delle squadre di ogni Conference tramite votazione, sempre con le limitazioni dei ruoli disponibili. Gli allenatori non possono votare per giocatori appartenenti alla propria squadra.
In caso di infortuni, si tratti di un giocatore del quintetto o una riserva, spetta al commissioner Adam Silver scegliere un sostituto.
Il coach della squadra con il miglior record di Conference al momento dell'All-Star Game viene incaricato di guidare il team della Conference stessa, purché non lo abbia già fatto l'anno precedente, nel qual caso viene scelto l'allenatore della franchigia col secondo miglior record.
Questo meccanismo è stato utilizzato fino all'edizione 2017; dall'All Star Game 2018, anziché dividere i giocatori in base alla Conference di appartenenza, la NBA ha selezionato, tramite il voto degli spettatori, due capitani (nel 2018 Lebron James e Stephen Curry): i due capitani devono comporre il proprio team scegliendo a turno da una lista di giocatori selezionati attraverso i voti del pubblico. Quindi la partita non è più fra Eastern e Western.
Al termine della partita viene deciso quale giocatore meriti il premio di NBA All-Star Game Most Valuable Player Award. In caso due giocatori vengano giudicati parimenti decisivi vengono insigniti entrambi del premio.
Nell'All-Star Game hanno giocato tutti i migliori giocatori della storia della NBA.

## I giocatori
NBA All Star è la definizione che viene data a tutti i giocatori della lega nazionale americana che, tramite votazione popolare, vengono scelti per partecipare all'All Star Game. Durante la stagione regolare, che dura circa 6 mesi, i tifosi e gli spettatori della NBA, da tutto il mondo, possono votare alcuni giocatori che secondo loro meritano di partecipare alla partita delle stelle. Una volta effettuata la votazione, vengono scelti i 5 giocatori del quintetto iniziale delle due conference principali, la Eastern e la Western, e i rispettivi compagni che partiranno dalla panchina.

## Risultati dell'All-Star Game
OT = Over-Time (Tempi supplementari)
|  | Membri del Naismith Memorial Basketball Hall of Fame |

| Anno | Risultato                                           | Squadra ospitante                                     | MVP                                                                    |
| ---- | --------------------------------------------------- | ----------------------------------------------------- | ---------------------------------------------------------------------- |
| 1951 | East 111, West 94                                   | Boston Celtics                                        | Ed Macauley, Boston Celtics                                            |
| 1952 | East 108, West 91                                   | Boston Celtics                                        | Paul Arizin, Philadelphia Warriors                                     |
| 1953 | West 79, East 75                                    | Ft. Wayne Pistons                                     | George Mikan, Minneapolis Lakers                                       |
| 1954 | East 98, West 93 (OT)                               | New York Knicks                                       | Bob Cousy, Boston Celtics                                              |
| 1955 | East 100, West 91                                   | New York Knicks                                       | Bill Sharman, Boston Celtics                                           |
| 1956 | West 108, East 94                                   | Rochester Royals                                      | Bob Pettit, St. Louis Hawks                                            |
| 1957 | East 109, West 97                                   | Boston Celtics                                        | Bob Cousy (2), Boston Celtics                                          |
| 1958 | East 130, West 118                                  | St. Louis Hawks                                       | Bob Pettit (2), St. Louis Hawks                                        |
| 1959 | East 108, West 124                                  | Detroit Pistons                                       | Bob Pettit (3), St. Louis Hawks Elgin Baylor, Minneapolis Lakers       |
| 1960 | East 125, West 115                                  | Philadelphia Warriors                                 | Wilt Chamberlain, Philadelphia Warriors                                |
| 1961 | East 131, West 153                                  | Syracuse Nationals                                    | Oscar Robertson, Cincinnati Royals                                     |
| 1962 | East 130, West 150                                  | St. Louis Hawks                                       | Bob Pettit (4), St. Louis Hawks                                        |
| 1963 | West 108, East 115                                  | Los Angeles Lakers                                    | Bill Russell, Boston Celtics                                           |
| 1964 | East 111, West 107                                  | Boston Celtics                                        | Oscar Robertson (2), Cincinnati Royals                                 |
| 1965 | East 124, West 123                                  | St. Louis Hawks                                       | Jerry Lucas, Cincinnati Royals                                         |
| 1966 | East 137, West 94                                   | Cincinnati Royals                                     | Adrian Smith, Cincinnati Royals                                        |
| 1967 | West 135, East 120                                  | San Francisco Warriors                                | Rick Barry, San Francisco Warriors                                     |
| 1968 | East 144, West 124                                  | New York Knicks                                       | Hal Greer, Philadelphia 76ers                                          |
| 1969 | East 123, West 112                                  | Baltimore Bullets                                     | Oscar Robertson (3), Cincinnati Royals                                 |
| 1970 | East 142, West 135                                  | Philadelphia 76ers                                    | Willis Reed, New York Knicks                                           |
| 1971 | West 108, East 107                                  | San Diego Rockets                                     | Lenny Wilkens, Seattle SuperSonics                                     |
| 1972 | West 112, East 110                                  | Los Angeles Lakers                                    | Jerry West, Los Angeles Lakers                                         |
| 1973 | East 104, West 84                                   | Chicago Bulls                                         | Dave Cowens, Boston Celtics                                            |
| 1974 | West 134, East 123                                  | Seattle SuperSonics                                   | Bob Lanier, Detroit Pistons                                            |
| 1975 | West 102, East 108                                  | Phoenix Suns                                          | Walt Frazier, New York Knicks                                          |
| 1976 | East 123, West 109                                  | Philadelphia 76ers                                    | Dave Bing, Washington Bullets                                          |
| 1977 | East 124, West 125                                  | Milwaukee Bucks                                       | Julius Erving, Philadelphia 76ers                                      |
| 1978 | East 133, West 125                                  | Atlanta Hawks                                         | Randy Smith, Buffalo Braves                                            |
| 1979 | East 129, West 134                                  | Detroit Pistons                                       | David Thompson, Denver Nuggets                                         |
| 1980 | East 144, West 136 (OT)                             | Washington Bullets                                    | George Gervin, San Antonio Spurs                                       |
| 1981 | East 123, West 120                                  | Cleveland Cavaliers                                   | Nate Archibald, Boston Celtics                                         |
| 1982 | East 120, West 118                                  | New Jersey Nets                                       | Larry Bird, Boston Celtics                                             |
| 1983 | West 123, East 132                                  | Los Angeles Lakers                                    | Julius Erving (2), Philadelphia 76ers                                  |
| 1984 | West 145, East 154 (OT)                             | Denver Nuggets                                        | Isiah Thomas, Detroit Pistons                                          |
| 1985 | East 129, West 140                                  | Indiana Pacers                                        | Ralph Sampson, Houston Rockets                                         |
| 1986 | West 132, East 139                                  | Dallas Mavericks                                      | Isiah Thomas (2), Detroit Pistons                                      |
| 1987 | West 154, East 149 (OT)                             | Seattle SuperSonics                                   | Tom Chambers, Seattle SuperSonics                                      |
| 1988 | East 138, West 133                                  | Chicago Bulls                                         | Michael Jordan, Chicago Bulls                                          |
| 1989 | West 143, East 134                                  | Houston Rockets                                       | Karl Malone, Utah Jazz                                                 |
| 1990 | East 130, West 113                                  | Miami Heat                                            | Magic Johnson, Los Angeles Lakers                                      |
| 1991 | East 116, West 114                                  | Charlotte Hornets                                     | Charles Barkley, Philadelphia 76ers                                    |
| 1992 | East 113, West 153                                  | Orlando Magic                                         | Magic Johnson (2), Los Angeles Lakers                                  |
| 1993 | West 135, East 132 (OT)                             | Utah Jazz                                             | Karl Malone (2), Utah Jazz John Stockton, Utah Jazz                    |
| 1994 | West 118, East 127                                  | Minnesota Timberwolves                                | Scottie Pippen, Chicago Bulls                                          |
| 1995 | West 139, East 112                                  | Phoenix Suns                                          | Mitch Richmond, Sacramento Kings                                       |
| 1996 | West 118, East 129                                  | San Antonio Spurs                                     | Michael Jordan (2), Chicago Bulls                                      |
| 1997 | East 132, West 120                                  | Cleveland Cavaliers                                   | Glen Rice, Charlotte Hornets                                           |
| 1998 | East 135, West 114                                  | New York Knicks                                       | Michael Jordan (3), Chicago Bulls                                      |
| 1999 | Non disputato a causa della serrata dei proprietari | Non disputato a causa della serrata dei proprietari   | Non disputato a causa della serrata dei proprietari                    |
| 2000 | West 137, East 126                                  | Golden State Warriors                                 | Shaquille O'Neal, Los Angeles Lakers Tim Duncan, San Antonio Spurs     |
| 2001 | East 111, West 110                                  | Washington Wizards                                    | Allen Iverson, Philadelphia 76ers                                      |
| 2002 | East 120, West 135                                  | Philadelphia 76ers                                    | Kobe Bryant, Los Angeles Lakers                                        |
| 2003 | East 145, West 155 (2OT)                            | Atlanta Hawks                                         | Kevin Garnett, Minnesota Timberwolves                                  |
| 2004 | West 136, East 132                                  | Los Angeles (come città sede di 2 squadre)            | Shaquille O'Neal (2), Los Angeles Lakers                               |
| 2005 | West 115, East 125                                  | Denver Nuggets                                        | Allen Iverson (2), Philadelphia 76ers                                  |
| 2006 | West 120, East 122                                  | Houston Rockets                                       | LeBron James, Cleveland Cavaliers                                      |
| 2007 | West 153, East 132                                  | Las Vegas (come città non sede di una franchigia NBA) | Kobe Bryant (2), Los Angeles Lakers                                    |
| 2008 | West 128, East 134                                  | New Orleans Hornets                                   | LeBron James (2), Cleveland Cavaliers                                  |
| 2009 | West 146, East 119                                  | Phoenix Suns                                          | Kobe Bryant (3), Los Angeles Lakers Shaquille O'Neal (3), Phoenix Suns |
| 2010 | West 139, East 141                                  | Dallas Mavericks (al Cowboys Stadium)                 | Dwyane Wade, Miami Heat                                                |
| 2011 | West 148, East 143                                  | Los Angeles Lakers (allo Staples Center)              | Kobe Bryant (4), Los Angeles Lakers                                    |
| 2012 | East 149, West 152                                  | Orlando Magic (all'Amway Center)                      | Kevin Durant, Oklahoma City Thunder                                    |
| 2013 | West 143, East 138                                  | Houston Rockets (al Toyota Center)                    | Chris Paul, Los Angeles Clippers                                       |
| 2014 | East 163, West 155                                  | New Orleans Pelicans (allo Smoothie King Center)      | Kyrie Irving, Cleveland Cavaliers                                      |
| 2015 | East 158, West 163                                  | New York (come città sede di 2 squadre)               | Russell Westbrook, Oklahoma City Thunder                               |
| 2016 | East 173, West 196                                  | Toronto Raptors (all'Air Canada Centre)               | Russell Westbrook (2), Oklahoma City Thunder                           |
| 2017 | East 182, West 192                                  | New Orleans Pelicans (allo Smoothie King Center)      | Anthony Davis, New Orleans Pelicans                                    |
| 2018 | Team Stephen 145, Team LeBron 148                   | Los Angeles Lakers (allo Staples Center)              | LeBron James (3), Cleveland Cavaliers                                  |
| 2019 | Team LeBron 178, Team Giannis 164                   | Charlotte Hornets (allo Spectrum Center)              | Kevin Durant (2), Golden State Warriors                                |
| 2020 | Team LeBron 157, Team Giannis 155                   | Chicago Bulls (allo United Center)                    | Kawhi Leonard, Los Angeles Clippers                                    |
| 2021 | Team LeBron 170, Team Durant 150                    | Atlanta Hawks (alla Philips Arena)                    | Giannīs Antetokounmpo, Milwaukee Bucks                                 |
| 2022 | Team LeBron 163, Team Durant 160                    | Cleveland Cavaliers (alla Rocket Mortgage Fieldhouse) | Stephen Curry, Golden State Warriors                                   |
| 2023 | Team Giannis 184, Team LeBron 175                   | Utah Jazz (alla Vivint Arena)                         | Jayson Tatum, Boston Celtics                                           |
| 2024 | East 211, West 186                                  | Indiana Pacers (alla Gainbridge FieldHouse)           | Damian Lillard, Milwaukee Bucks                                        |

## Statistiche
| Conference         | Vinti | Anni |
| ------------------ | ----- | --- |
| Eastern Conference | 40    | 1951, 1952, 1954, 1955, 1957, 1958, 1960, 1963, 1964, 1965, 1966, 1968, 1969, 1970, 1973, 1975, 1976, 1978, 1980, 1981, 1982, 1983, 1984, 1986, 1988, 1990, 1991, 1994, 1996, 1997, 1998, 2001, 2005, 2006, 2008, 2010, 2014, 2018, 2023, 2024 |
| Western Conference | 33    | 1953, 1956, 1959, 1961, 1962, 1967, 1971, 1972, 1974, 1977, 1979, 1985, 1987, 1989, 1992, 1993, 1995, 2000, 2002, 2003, 2004, 2007, 2009, 2011, 2012, 2013, 2015, 2016, 2017, 2019, 2020, 2021, 2022                                           |

## Record
- Punti in una partita
  - 55 da Jayson Tatum, il 19 febbraio 2023[1]
- Punti nella storia dell'All Star Game
  - 413 da LeBron James, dal 2004 al 2023[2]
- Tiri da tre realizzati in una partita
  - 16 da Stephen Curry, il 20 febbraio 2022[3]
- Tiri liberi realizzati
  - 12 da Elgin Baylor, nel 1962 e da Oscar Robertson, nel 1965[4]
- Rimbalzi
  - 27 da Bob Pettit, nel 1962[4]
- Assist
  - 22 da Magic Johnson, nel 1984[4]
- Palle rubate
  - 8 da Rick Barry, nel 1975[4]
- Stoppate
  - 6 da Kareem Abdul-Jabbar, nel 1980[4]
- Palle perse
  - 12 da John Stockton, nel 1996[4]